# Eumenes III
Eumenes III (ban đầu có tên là Aristonicus, trong tiếng Hy Lạp là Aristonikos) là một kẻ cướp ngôi của Pergamon.
Khi vua Pergamene Attalus III (138-133 TCN) mất trong năm 133 TCN, ông để lại vương quốc của mình cho người La Mã. Bởi vì người La Mã đã bị chậm trong việc đảm bảo yêu cầu của họ, Aristonicus, người tuyên bố là con trai ngoài giá thú của vua Eumenes II (197-160 TCN), cha của Attalus III, đã lấp đầy khoảng trống quyền lực, tuyên bố thừa hưởng ngai vàng và kế tục triều đại với tên Eumenes III.
Lúc đầu, ông đã cố gắng để đạt được sự ủng hộ bởi sự tự do đầy hứa hẹn cho các thành phố Hy Lạp ven biển. Khi điều này không thành công, ông đã tìm sự ủng hộ trong sự tự do đầy hứa hẹn đem lại cho người nô lệ và nông nô. Ông đã có sự tham gia của Blossius của Cumae, một người theo trường phái khắc kỉ người đã là  một người ủng hộ của Tiberius Gracchus và hứa sẽ thành lập một quốc gia gọi là Heliopolis trong đó tất cả đều được miễn phí. Đội quân đầu tiên được gửi chống lại ông, trong năm 131 trước công nguyên được lãnh đạo bởi Publius Licinius Crassus Dives Mucianus người sau đó đã bị giết. Tuy nhiên, Eumenes III đã bị đánh bại và bị bắt trong năm 129 TCN bởi một lực lượng La Mã dưới quyền Marcus Perperna, chấp chính quan năm 130 trước Công nguyên. Sau sự đầu hàng của mình, ông đã bị diễu hành qua các đường phố của Rome và hành quyết.